# Rynek (Koźle)
Rynek, či Kozielski Rynek, je náměstí (rynek) v městské části Koźle města Kandřín-Kozlí v okrese Kandřín-Kozlí v jižním Polsku. Nachází se také v mezoregionu Ratibořská kotlina v Opolském vojvodství v Horním Slezsku.

## Historie a popis
Koźle jako bývalé město, a dnešní část města Kandřín-Kozlí, mělo svou historii se kterou je spojen i Rynek. Podobně jako každé středověké město postavené podle Magdeburského práva mělo centrální náměstí zvané rynek, kde byla budova původní radnice a další nejprve dřevěné budovy. Nejpozději v polovině 14. století již je doloženo používání Magdeburského práva.

### Radnice
Neví se přesně, jak tehdejší radnice vypadala, byla nejprve dřevěná, tyčila se nad městem a v průběhu staletí mnohokrát upravována a do dnešní doby se nedochovala. Během historie bylo náměstí včetně radnice několikrát silně poškozeno požáry. Požár v roce 1739 ukončil provoz původní budovy radnice. Nová radnice byla postavena z kamene v novogotickém slohu podle architekta Johana Herberta Zincklera z Głogowa a měla několik pater a dokonce zde byla po nějakou dobu i věznice. V únoru 1945, během druhé světové války, byla radnice těžce poškozena minometnou palbou, protože Rudá armáda chtěla zničit pozorovatelnu na věži s hodinami. V období Polské lidové republiky, kdy pozůstatky německé kultury a historie nebyly v kurzu, byly zbytky radnice bezohledně odstraněny. Další neuváženou akcí prodchnutou komunistickou propagandou tehdejších úřadů, bylo spálení městského archivu, který měl velkou historickou cenu. Současná radnice se nachází již mimo Rynek na ulici Grzegorza Piramowicza.

### Poválečná historie Rynku
V 50. letech 20. století došlo k přestavbě a konaly se zde četné vojenské přehlídky. Rynek byl využíván jako čestné místo pro nejrůznější slavnosti, včetně prvomájových oslav. V 70. letech 20. století byl prostor opět upraven. K další změně došlo až v 90. letech 20. století, kdy bylo odstraněno mnoho zeleně a postavena fontána a sluneční hodiny, které byly vandalismem poškozeny a pak odstraněny.

## Zajímavé současné historické budovy
Jednou z nejhezčích dochovalých budov Rynku je novogotický činžovní dům na rohu ulic Sienkiewicza a Marie Skłodowské Curie. Na druhém konci západní části se nachází knihkupectví Arkady a je pravděpodobně nejstarším činžovním domem z roku 1798.

## Kašna/fontána
První, tzv. královská kašna se na Rynku nacházela do roku 1820. Současná fontána je postavená v souladu s místními legendami a s bronzovou sochou dívky hrající na okarínu. Dívka sedí na 3 kozlích hlavách (podobnost se znakem města).

## Sochy Kozlíci
Bronzové sochy 3 malých kozlíků, které připomínají místní legendy a znak města.

## Další informace
Rynek je celoročně volně přístupný.

## Galerie

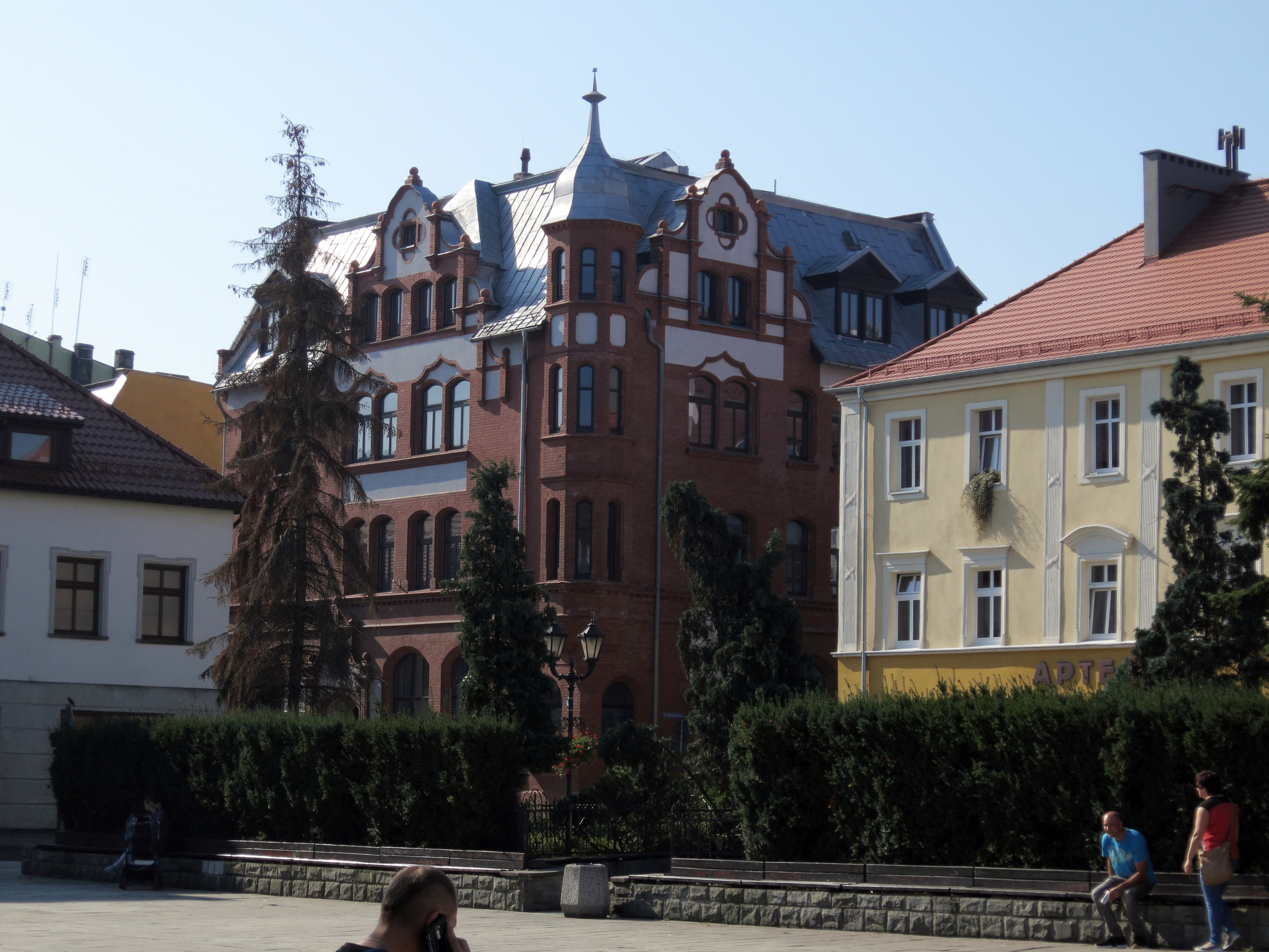
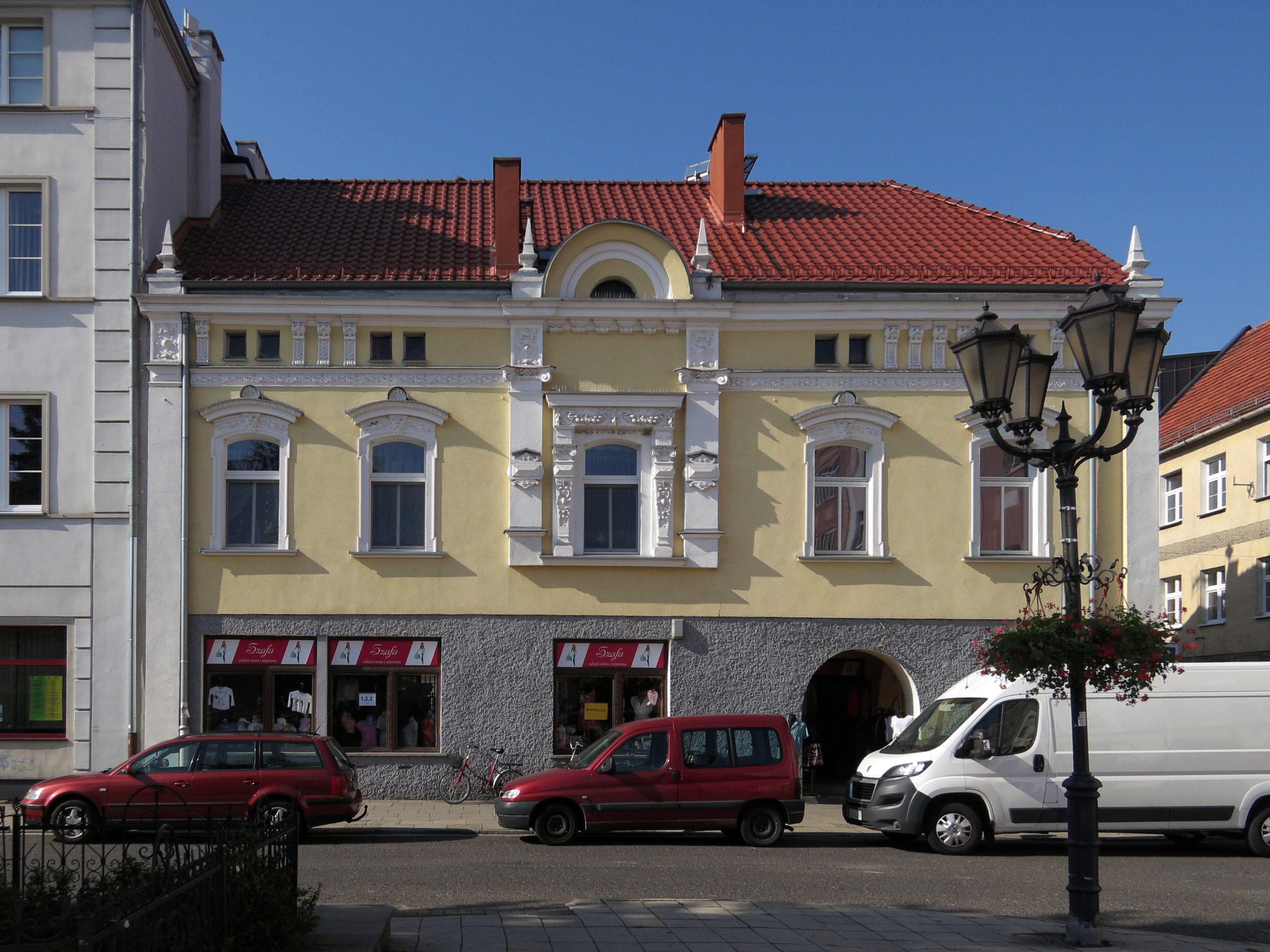
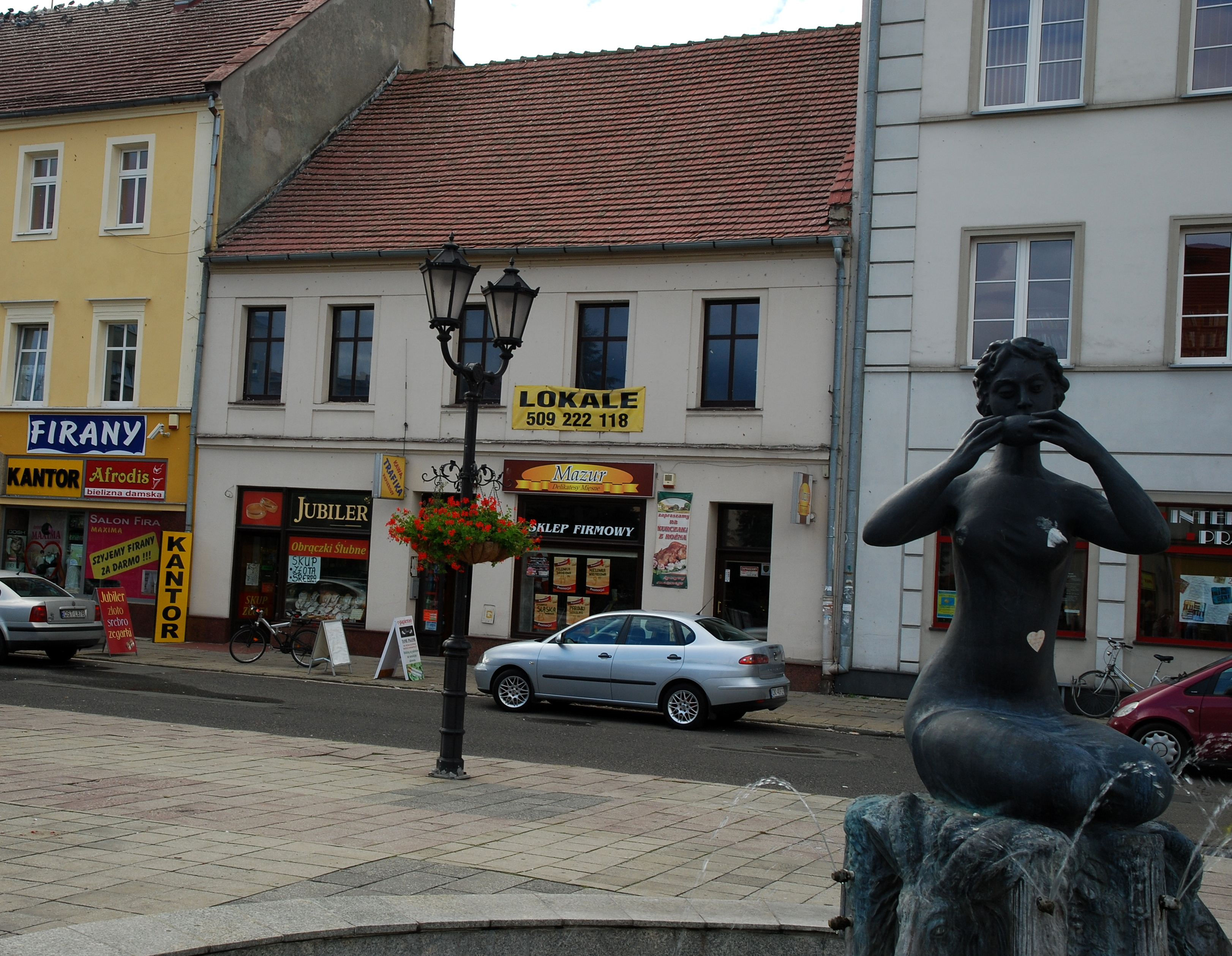
Fontána Koźle
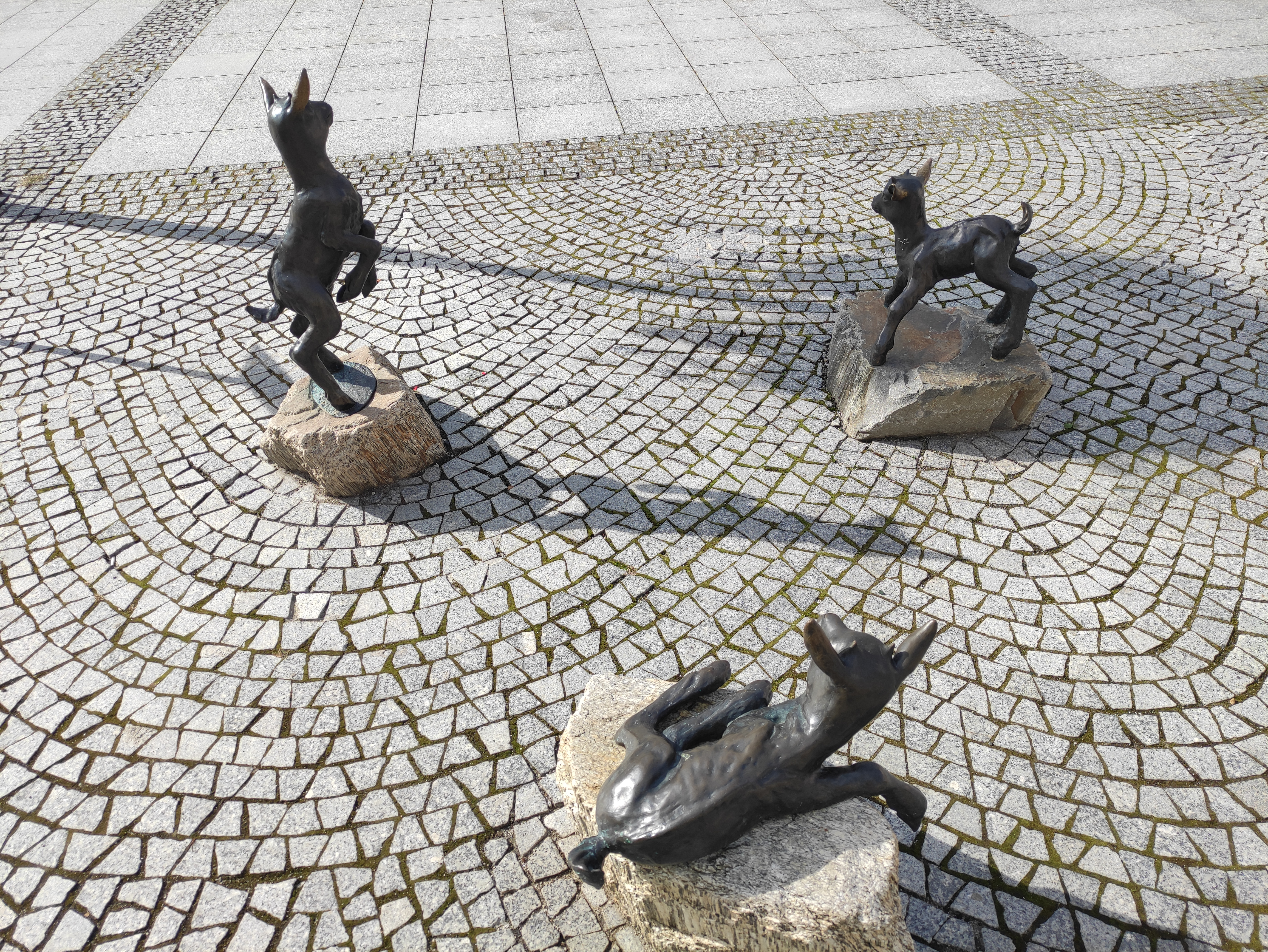
Kozlíci